# Aloys Geefs
Pour les articles homonymes, voir Geefs.
Aloys Geefs (né à Anvers le 25 janvier 1817 et mort à Auteuil le 31 août 1841) est un sculpteur belge.

## Biographie

### Famille
Aloys Geefs, parfois appelé Louis, né à Anvers le 25 janvier 1817 est un membre de la famille Geefs, une fratrie de sept sculpteurs issus des deux mariages de Joannes Geefs (1779-1848), boulanger. Aloys Geefs est le troisième fils du premier mariage de son père avec Joanna Theresia Verbruggen (1775-1822).

### Formation et carrière
Aloys Geefs étudie l'art à l'Académie royale des beaux-arts d'Anvers, puis à l'Académie royale des beaux-arts de Bruxelles. Il obtient le premier prix de sculpture dans chacune des académies qu'il a fréquentées. Il se révèle au public en participant au Salon d'Anvers de 1837, où il expose, à l'instar de six concurrents, un Epaminondas mourant qui reçoit le premier prix. La critique du quotidien L'Indépendant publie : 

« M. Aloys Geefs, s'il n'a pas complètement rendu la pensée que nous voyons dans la mort du héros, au moins a-t-il traité son sujet avec une convenance et une habileté incontestable. Le jury ne pouvait hésiter et nous nous associons de grand cœur à sa décision. »

En 1837, il obtient de sa famille l'autorisation de parfaire sa formation à l'Académie des Beaux-Arts à Paris, où au terme d'un an il reçoit trois médailles, tout en étant récompensé au concours du Salon de Gand de 1838 grâce à un bas-relief La Belgique recevant du Génie de l'industrie le plan des chemins de fer.
Lorsque Aloys Geefs expose au Salon de Bruxelles de 1839 le buste Beatrix, il atteint le niveau de ses maîtres, même si l'œuvre est une réminiscence de la Françoise de Rimini de son frère Guillaume Geefs. Ses dernières œuvres sont le bas-relief du monument de Rubens érigé à Anvers, quelques bustes, et une statue en marbre de grandeur naturelle L'enfant Jésus bénissant le monde, demeurée inachevée.

### Mort
Aloys Geefs meurt de maladie à Auteuil le 31 août 1841, à l'âge de 24 ans. Il est inhumé au cimetière du Père-Lachaise,.